# 于光
于光（1326年—1369年），字大用，江西都昌人，明朝初期军事将领。
其最初跟从徐壽輝镇守浮梁。后陳友諒杀徐壽輝，于光率领浮梁來降，授樞密院判。后升任鷹揚衛指揮，镇守鞏昌。元将擴廓圍蘭州时，于光援救后战败被捕。后在城下示众，于光大喊：“各位一定要坚守城池，徐达将军的部队马上就到了。”后元军愤怒，于是杀死于光。后祭祀居功臣廟。